# Eduardo Gordon
Eduardo Mario Gordon Morgan (ur. 25 maja 1928 w Montevideo) – urugwajski koszykarz, uczestnik Letnich Igrzysk Olimpijskich 1948.
Gordon tylko raz wystąpił na igrzyskach olimpijskich. W Londynie (gdzie jego reprezentacja zajęła piąte miejsce), grał w meczu przeciwko reprezentacji Włoch, w którym zdobył pięć punktów; zanotował także jeden faul.